# Аль-Камиль Шабан I
Аль-Малик аль-Камиль Сайф ад-Дин Шабан ибн Мухаммад, также известный как аль-Камиль Шабан I араб.  الملك الكامل سيف الدين شعبان بن محمد‎) — мамлюкский султан Египта, правивший в 1345—1346 годах.

## Биография
Незадолго до своей безвременной смерти в августе 1345 года султан Исмаил ас-Салих назначил своим преемником своего семнадцатилетнего брата Шабана. Фактическим правителем государства при Шабане стал Аргун аль-Алай, командир мамлюков султана. Аргун не был даже эмиром, однако, имел репутацию эффективного администратора. Кроме того, он женился на матери Исмаила и Шабана.
Как и его предшественник, Шабан боролся с финансовыми проблемами, введя налог на продажу земли солдатам.
В 1346 году вице-султан в Дамаске Ялбуга аль-Яхьяви восстал против власти эмиров в Каире и против произвольных арестов и казней некоторых эмиров в Египте. Ялбуга был воодушевлен слухами о том, что против Шабана выступил его сводный брат Хаджжи I аль-Музаффар. Восстание Ялбуги, в свою очередь, побудило египетских эмиров, таких как Маликтимур аль-Хиджази свергнуть султана. Шабан был спешно помещен в тюрьму в сентябре 1346 года, а Аргун умер в плену несколько лет спустя. На трон взошел Хаджжи I.